# Intention libérale
Une intention libérale est l'intention d'une personne qui fait une libéralité, telle qu'une donation ou un testament. Selon le professeur de droit Michel Grimaldi, « Toute libéralité, donation ou testament, suppose la réunion d’un élément matériel et d’un élément moral, d’un appauvrissement sans contrepartie et d’une intention libérale. Pas de donation sans animus donandi, pas de testament sans animus testandi ».

## Droit québécois
En droit québécois, la notion d'intention libérale constante figure dans les dispositions législatives sur l'enrichissement injustifié à l'article 1494 du code civil du Québec. Cette disposition est entre autres utilisée en droit de la famille pour les conjoints de fait, pour corriger les injustices économiques qui découlent d'une union de fait de longue durée, où l'un des partenaires s'est sacrifié économiquement en s'occupant de la résidence ou de l'entreprise de l'autre. 
Dans le contexte, l'intention libérale constante est une justification à l'enrichissement, donc une exception à la règle de l'enrichissement injustifié de l'article 1493 C.c.Q.,  au même titre que le défaut par l'appauvri d'exercer un droit qu'il aurait pu faire valoir contre l'enrichi, ou encore ou lorsqu'il s'agit d’un acte accompli par l’appauvri dans son intérêt personnel et exclusif.  
Par contre, puisque l'institution de l'enrichissement injustifié est une mesure de protection pour le conjoint de fait appauvri, l'intention libérale constante va souvent être interprétée de manière restrictive pour ne pas faire perdre la mesure de protection. À titre d'exemple, le seul fait qu'un individu plutôt charitable ait choisi de ne pas inclure un immeuble acheté en copropriété dans ses actifs personnels ne fait pas perdre un recours en enrichissement injustifié. 
Concernant l'interprétation large des mesures de protection et l'interprétation restrictive de leurs limitations, la Cour d'appel du Québec affirme dans Bourque c. Lafortune que « Quant à l’argument voulant que toute exception à la liberté de tester doive être interprétée restrictivement, il doit être ici nuancé. On a dit en effet
que le but de l’article 761 C.c.Q. est de protéger les personnes en perte d’autonomie, au premier chef
les personnes âgées. Il s’agit donc d’une mesure de protection. Or une mesure de protection doit recevoir une application large et libérale pour atteindre le but recherché. C’est tout le contraire de l’application restrictive à laquelle on voudrait s’en
remettre ici ».